# Tempo solare

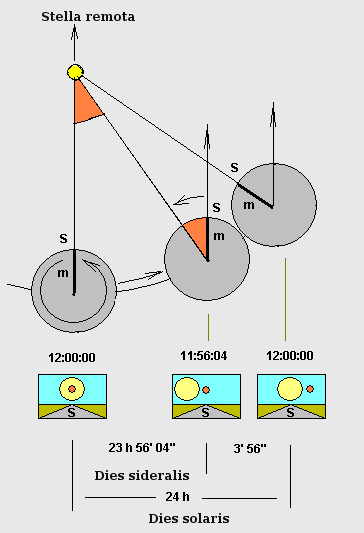
Differenza tra il tempo solare e il tempo siderale: il giorno solare ha una durata maggiore rispetto a quello siderale.

Il tempo solare è un sistema di calcolo del tempo che si basa sulla posizione apparente del Sole nel cielo. Questo metodo antico è stato utilizzato come riferimento primario per la misurazione del tempo prima dell'arrivo degli orologi meccanici e degli standard di tempo internazionali.
L'unità di misura principale del tempo solare è il giorno, che deriva dalla rotazione della Terra attorno al suo asse.

## Introduzione

L'immagine mostra l'eccentricità della Terra e del Sole. I pallini blu agli estremi dell'ellisse sono il perielio (147 milioni di km) e l'afelio (152 milioni di km). (Per approfondire: leggi di Keplero.)

Posizionando un palo verticalmente rispetto al terreno, quest'ultimo proietta un'ombra in qualsiasi momento della giornata, oppure scomparirà se il Sole è posizionato esattamente sopra il paletto. L'istante in cui l'ombra proiettata punta esattamente a Nord o a Sud è chiamato mezzogiorno apparente locale o dodicesima ora apparente locale, ed il ciclo si ripete ogni 24 ore circa. Questo periodo di tempo è chiamato giorno solare, mentre quando il Sole percorre 15° nel cielo passa un'ora solare (360°/24h).
Questo calcolo è però impreciso per via dell'orbita ellittica della Terra e della pendenza dell'asse terrestre, infatti il calcolo della giornata solare può avere 21 secondi in meno o 29 secondi in più rispetto agli orologi standard.
Gli orologi che funzionano a velocità costante, come un orologio a pendolo, dato che non possono seguire il Sole reale ne seguono uno immaginario chiamato Sole medio. Il Sole medio si sposta lungo l'equatore a velocità costante corrispondente alla velocità media del Sole reale annuale.

## Misura del tempo solare
Ci sono due tipologie di tempo solare: il tempo solare apparente e il tempo solare medio.

### Il tempo solare apparente

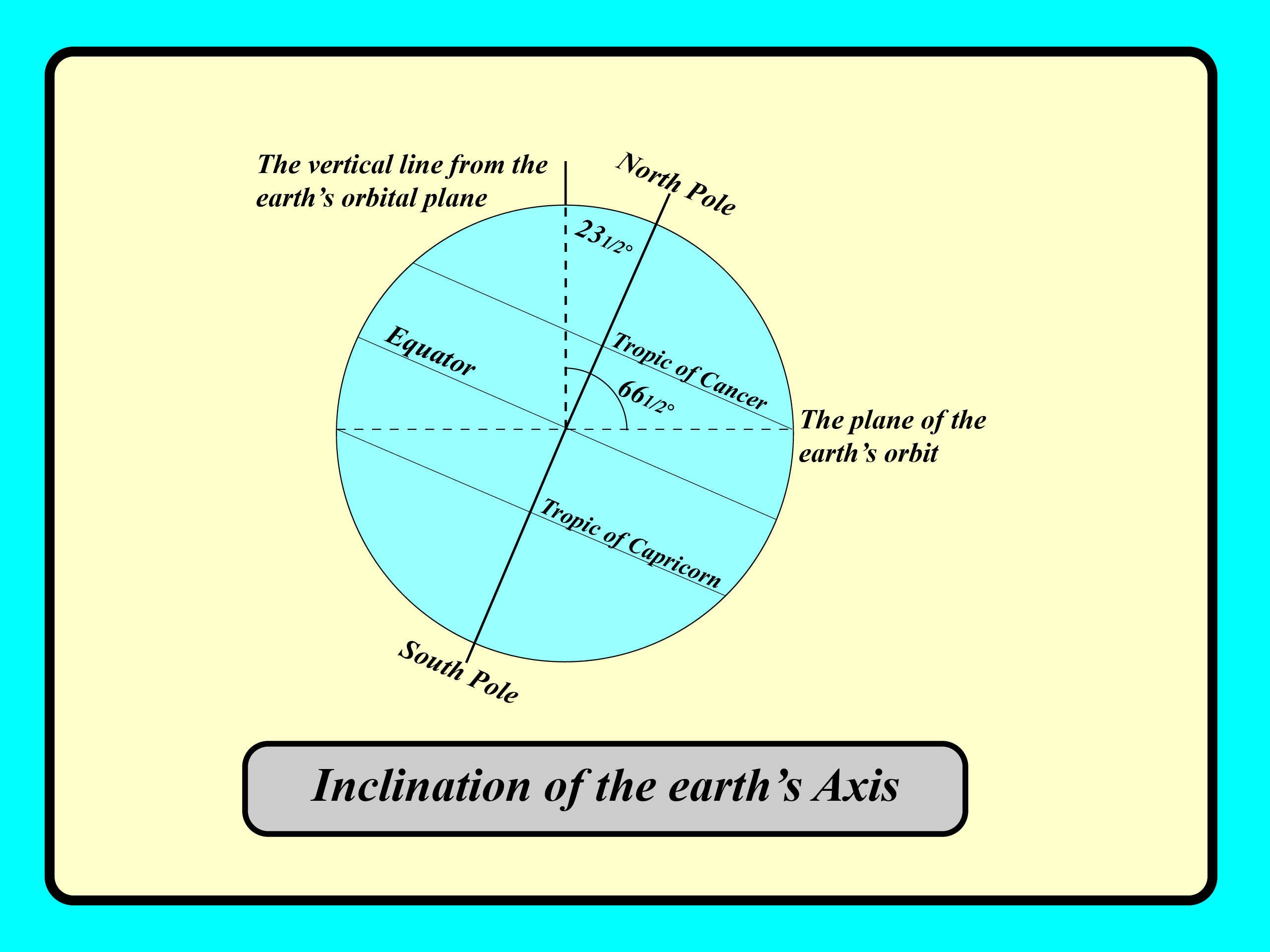
L'inclinazione dell'asse di rotazione terrestre è responsabile di stagioni, equinozi e solstizi.

Il tempo solare apparente o reale si basa sul movimento apparente del Sole reale, ovvero sull'arco di tempo che impiega il Sole per ritornare all'osservatore nel giro di un giorno solare apparente, misurabile da una meridiana.
La durata di un giorno solare non è costante, infatti durante l'anno può avere cambiamenti stagionali che possono arrivare a 16 minuti dalla media. Questo effetto è causato principalmente da 2 fattori: il primo è l'inclinazione dell'asse terrestre, conosciuto anche come obliquità dell'eclittica, nonché l'inclinazione dell'asse di rotazione che la Terra possiede rispetto alla sua orbita, di circa 23° 26'. Il secondo fattore è invece l'eccentricità orbitale terrestre, infatti l'orbita della Terra forma un'ellisse dove il punto di maggiore vicinanza al Sole è il perielio ed il punto di maggiore lontananza dal Sole è l'afelio. Durante gli equinozi, quando il Sole attraversa l'equatore, lo spostamento del Sole è angolare rispetto all'equatore, perciò la proiezione dello spostamento del Sole sull'equatore è inferiore alla media annuale, mentre durante i solstizi, quando lo spostamento del Sole da un giorno all'altro è parallelo all'equatore, la proiezione dello spostamento del Sole sull'equatore è superiore alla media.

### Il tempo solare medio

Il grafico mostra la variazione del tempo medio.

Il tempo solare medio, oppure ora solare media, è l'angolo orario del Sole medio al quale vengono aggiunte 12 ore, ed è misurato dalla maggior parte degli orologi. Tale aggiunta deriva dalla decisione di fare cominciare il giorno a mezzanotte esatta, mentre il meridiano locale misura l'angolo orario. Dal 2009 è realizzato con la scala temporale UT1, costruita matematicamente da osservazioni interferometriche a base molto lunga dei movimenti diurni di sorgenti radio situate in altre galassie. La durata di un giorno solare medio, a differenza della luce diurna e di un giorno solare apparente, è quasi costante. Infatti il giorno solare apparente può essere 20 secondi più corto o 30 secondi più lungo di un giorno solare medio. Questa differenza aumenta ogni volta che i giorni lunghi o corti si succedono, fino al punto che il tempo apparente è inferiore al tempo medio di circa 14 minuti vicino al 6 Febbraio, mentre intorno al 3 Novembre il tempo apparente è superiore al tempo medio di circa 16 minuti. Questa differenza, che è descritta dall'equazione del tempo, è ciclica e rimane la stessa ogni anno.

Nell'immagine viene mostrata la mappa suddivisa nelle proprie zone orarie.

### Il tempo universale
Il tempo universale è una scala di tempo basata sul moto di rotazione della Terra rispetto al Sole, ovvero il tempo solare medio. Il Tempo Universale 1 (UT1) del 1955 corregge il movimento dei poli della Terra mentre ruota, una definizione leggermente diversa. La differenza tra il tempo solare medio corretto e il tempo coordinato universale (UTC), determina la necessità di un secondo intercalare. Il secondo intercalare è un aggiustamento temporale periodico aggiunto al tempo coordinato universale per mantenere l'allineamento con il tempo solare medio, riflettendo le irregolarità nella rotazione terrestre. Introdotto nel 1972, viene applicato ogni pochi anni, il 30 giugno o il 31 dicembre, quando la discrepanza tra UTC e il Tempo Universale 1 supera 0,9 secondi. I secondi intercalari garantiscono che gli orologi atomici rimangano sincronizzati con il giorno solare, essenziale per la precisione in navigazione, telecomunicazioni e altre tecnologie.

## Storia

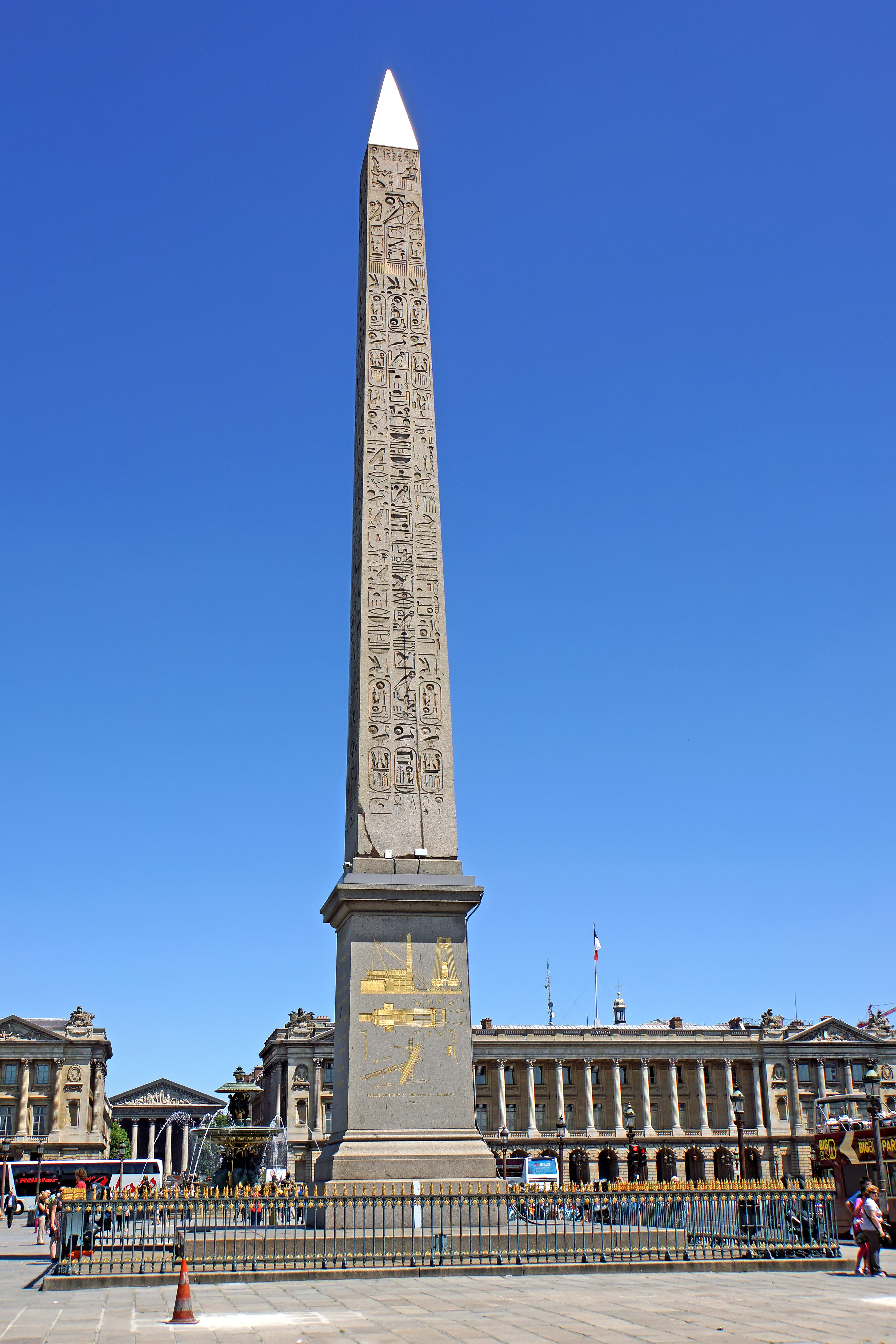
In foto l'Obelisco di Luxor, un obelisco egiziano alto 23 metri risalente al 1200 a.C.

Il Sole ha rappresentato per millenni il fulcro del tempo solare apparente, un metodo di misurazione del tempo molto utilizzato nell'antichità. Sono stati usati numerosi strumenti nel corso dei secoli per osservare e registrare il movimento del Sole nel cielo, offrendo così un riferimento temporale essenziale per le civiltà antiche.
Alcuni tra i più antichi strumenti utilizzati sono un obelisco egiziano risalente al 3500 a.C. (che fungeva da gnomone naturale indicando i momenti cruciali della giornata in base all'ombra proiettata), uno gnomone cinese databile al 2300 a.C. (utilizzato per tracciare l'ombra solare e determinare l'ora locale) e una meridiana in Egitto risalente al 1500 a.C., che forniva un mezzo per monitorare l'andamento del Sole nel cielo durante il corso della giornata.

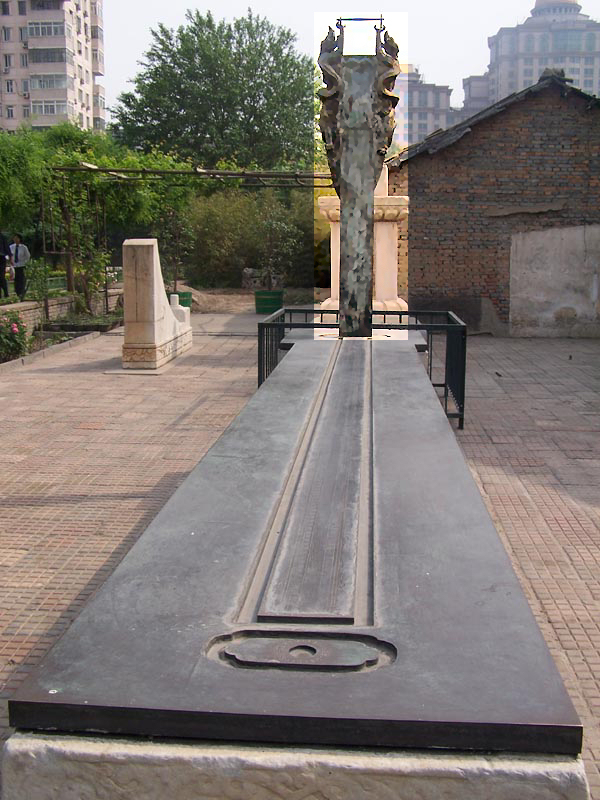
In foto uno gnomone a Pechino, Cina.

Questi strumenti antichi testimoniano l'importanza cruciale che il Sole e il suo movimento hanno avuto nel tracciare il tempo per le antiche civiltà. Grazie alla loro ingegnosità e alla comprensione delle dinamiche solari, queste culture hanno potuto organizzare le loro attività quotidiane e celebrare eventi importanti basandosi sul ciclo naturale del giorno e della notte.
Grazie a una tavoletta del 649 a.C. è noto che gli astronomi babilonesi utilizzavano un rapporto 2:1 per il giorno più lungo rispetto al giorno più corto, utilizzando una funzione lineare a zigzag per ricavare una stima della variazione. Non è ancora chiaro se fossero a conoscenza dell'equazione del tempo e di conseguenza della variazione della lunghezza del giorno solare.
Il miglioramento degli orologi meccanici e l'aumento del commercio fece diventare l'ora solare apparente gradualmente meno utile, dato che le nuove tecnologie fecero scomparire quel metodo di misurazione. La prima volta in cui venne introdotto il tempo solare medio fu nel 1834 negli almanacchi inglesi e in quelli francesi nel 1835. Data la difficoltà di osservazione diretta del Sole a causa delle sue dimensioni, il tempo solare medio venne calcolato tramite un rapporto fisso del tempo osservato dalle stelle con osservazioni puntiformi. Lo standard per misurare il tempo solare medio a partire dalla mezzanotte è stato chiamato tempo universale.